# 圣基茨观光铁路
圣基茨观光铁路（英語：St. Kitts Scenic Railway）是加勒比海岛国聖克里斯多福及尼維斯的一条窄轨铁路，纵贯聖克里斯多福島，原为配合当地糖業需要而興建的專用鐵路，修筑于1912年，后因制糖业需求减少而转型为观光铁路。

## 历史
在大英帝国殖民时期，制糖业一直是包括聖克里斯多福島在内的英屬西印度群島的经济命脉，进入19世纪，英国迅速实现工业化，加之废除奴隶制，英属西印度在经济上的重要性被削弱，聖克里斯多福出产的蔗糖也逐渐失去竞争力，出于促进制糖业集约化、振兴产业的目的，殖民政府遂于1912年开始修筑纵贯全岛的产业专用铁路，该铁路于1926年全线贯通，此后，岛内各种植园出产的甘蔗皆可透过火车运输至首府巴士底附近的一座蔗糖廠进行加工。因为亏损严重，该铁路于2005年7月31日停止运输甘蔗，随即转型成为观光铁路，以服务前往当地旅行的外国观光客。

## 现况
在铁路通车之初，全线大致以巴士底为中心环岛运行，长约48公里，路线亦与环岛公路大体平行，在铁道转型为观光铁路后，启用原路线29公里作为观光路线，列车来往于巴士底的尼兹马斯特（Needsmust）站与聖安娜沙角區的拉瓦利（La Vallee），旅客在沿途可以欣赏该国的世界文化遗产硫磺山要塞国家公园等景点，亦有巴士接驳，客车由内燃机车牵引，而鐵路客車则为開篷雙層，因天气炎热，列车中还为旅客提供朗姆酒、黛绮莉、軟性飲料等饮品。由于安地卡及巴布達等国的铁路已停止运营，圣基茨观光铁路也因此成为除古巴铁路以外，加勒比海岛国中唯一正在运营的铁路。